# District naval de Kure

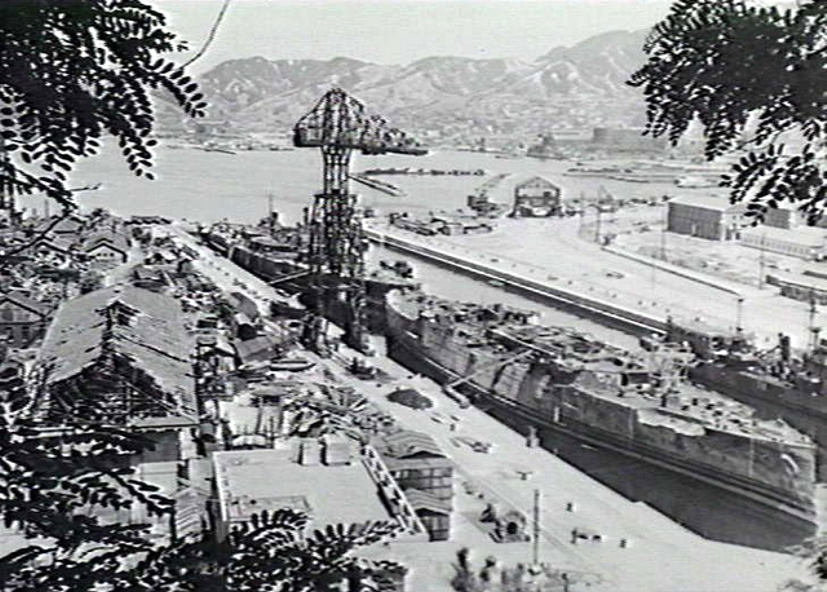
Le porte-avions japonais Ryūhō et un autre navire en cours de démolition à Kure, au Japon, le 15 octobre 1946.

Le district naval de Kure (呉鎮守府, Kure chinjuf) est le second des quatre principaux districts administratifs de la marine impériale japonaise d'avant-guerre. Son territoire comprend la mer intérieure de Seto, la côte pacifique du sud de Honshū de la préfecture de Wakayama à la préfecture de Yamaguchi, l'est de Kyūshū et le nord de Shikoku.
La zone du district naval de Kure comprend également un point d'ancrage sur l'île de Hashira à l'extrême sud de la baie de Hiroshima, 30 à 40 km au sud-ouest de Kure. Quand ils n'avaient pas besoin de réparation, les navires restaient généralement ancrés dans cette zone pour libérer de l'espace à Kure. L'île de Hashira était également une halte importante pour les opérations de la flotte.
Le port de Tokuyama, compris dans le district naval de Kure, était le plus grand dépôt de carburant de la marine japonaise.

## Histoire
La localisation de Kure au sein de la mer intérieure est reconnue par le gouvernement de Meiji et la marine japonaise comme d'importance stratégique pour le contrôle des voies maritimes de l'ouest du Japon. Avec la formation de la marine en 1886, le Japon est divisé en cinq districts navals pour le recrutement et l'approvisionnement. Durant la réorganisation administrative de la marine en 1889, Kure est désigné comme « second district naval » (第二海軍区, dai-ni kaigunku), son port est dragué, et un brise-lames et des docks sont construits. L'année suivante commence la construction de l'arsenal naval de Kure, qui deviendra l'un des plus importants chantiers navals du Japon pour la fabrication de navires capitaux. Les installations du district naval de Kure comprennent des armureries, des usines de production de torpilles, mines navales et artillerie naval (et les munitions associées), de même qu'un hôpital de la marine et des centres d'entraînement.
L'académie navale impériale du Japon et l'école navale impériale du Japon sont relocalisées de Tokyo à Etajima, au sein de la zone du district naval de Kure mais restent indépendantes de celui-ci.
En 1920, la marine japonaise établit sa principale base sous-marine et son école de guerre sous-marine à Kure. Une branche aérienne est établie en 1932, et un centre de télécommunications en 1937.
Au moment de l'attaque de Pearl Harbor en 1941, le district naval de Kure comprend les éléments suivants :
- QG du district naval de Kure
  - Base navale de Kure
    - Unité de garde navale de Kure
      - Destroyer Yakaze
      - Sous-marin I-52
      - Sous-marin Ro-30
      - Sous-marin Ro-31
      - Kaikoban (it) Yakumo

    - Arsenal naval de Kure
    - Hôpital naval de Kure
    - Prison navale de Kure
    - Dépôt de carburant naval de Kure
    - Forces navales spéciales de débarquement de Kure

  - Base sous-marine de Kure
  - Casernes d'infanterie navale d'Otake
  - Dépôt de carburant naval de Tokuyama
  - Groupe aérien naval de Kure
  - Groupe aérien naval de Saeki
  - Unité d'entraînement aérien navale d'Usa
  - Division de sous-marins Six (formation)
    - Sous-marin Ro-57
    - Sous-marin Ro-58
    - Sous-marin Ro-59

  - 12e branche aérienne navale combinée
    - Groupe aérien naval d'Oita
    - Groupe aérien naval de Hakata
    - Groupe aérien naval d'Omuro

Kure est fortement bombardée par la marine et les bombardiers des forces aériennes américaines à la fin de la guerre du Pacifique, et beaucoup de ses installations sont détruites. La zone de Kure passe sous contrôle britannique et australien durant l'occupation du Japon et est largement démilitarisée. Une petite portion de la zone est encore aujourd'hui utilisée par la force maritime d'autodéfense japonaise, qui a préservé les portails d'origine en briques rouges et transformé deux bâtiments en musées commémoratifs.

## Liste des commandants

### Officiers commandant
- Vice-Amiral Baron Nagayoshi Maki (26 septembre 1887 – 8 mars 1889)
- Vice-Amiral Vicomte Kuranosuke Nakamuta (8 mars 1889 – 12 décembre 1892)
- Vice-Amiral Baron Shinanojo Arichi (12 décembre 1892 – 12 mai 1895)
- Vice-Amiral Baron Kiyokazu Abo (12 mai 1895 – 26 février 1896)
- Amiral de la flotte Vicomte Inoue Yoshika (26 février 1896 – 20 mai 1900)
- Amiral Baron Shibayama Yahachi (20 mai 1900 – 6 février 1905)
- Vice-Amiral Shinichi Arima (6 février 1905 – 2 février 1906)
- Vice-Amiral Baron Masuji Yamauchi (2 février 1906 – 1er décembre 1909)
- Amiral de la flotte Vicomte Katō Tomosaburō (1er décembre 1909 – 1er décembre 1913)
- Vice-Amiral Kazu Matsumoto　(1er décembre 1913 – 25 mars 1914)
- Amiral Motaro Yoshimatsu (25 mars 1914 – 23 septembre 1915)
- Vice-Amiral Suetaka Ijichi (23 septembre 1915 – 1er décembre 1916)
- Amiral Baron Katō Sadakichi (1er décembre 1916 – 1er décembre 1919)
- Amiral Murakami Kakuichi (1er décembre 1919 – 27 juillet 1922)
- Amiral Baron Kantaro Suzuki (27 juillet 1922 – 27 janvier 1924)
- Amiral Isamu Takeshita (27 janvier 1924 – 15 avril 1925)
- Amiral Baron Kiyokazu Abo (15 avril 1925 – 10 décembre 1926)
- Amiral Saburo Hyakutake (10 décembre 1926 – 10 décembre 1928)
- Vice-Amiral Koshiro Otani (10 décembre 1928 – 11 novembre 1929)
- Amiral Saburo Hyakutake (11 novembre 1929 – 11 juin 1930)
- Amiral Kichisaburo Nomura (11 juin 1930 – 1er décembre 1931)
- Amiral Katsunoshin Yamanashi (1er décembre 1931 – 1er décembre 1932)
- Amiral Ryozo Nakamura (1er décembre 1932 – 10 mai 1934)
- Amiral Hisanori Fujita (10 mai 1934 – 1er décembre 1936)
- Amiral Takayoshi Kato (1 December 1936 – 15 novembre 1938)
- Amiral Shigetaro Shimada (15 novembre 1938 – 15 avril 1940)
- Vice-Amiral Masaharu Hibino (15 avril 1940 – 18 septembre 1941)
- Amiral Soemu Toyoda (18 septembre 1941 – 10 novembre 1942)
- Vice-Amiral Ibō Takahashi (10 novembre 1942 – 21 juin 1943)
- Amiral Chuichi Nagumo (21 juin 1943 – 20 octobre 1943)
- Amiral Naokuni Nomura (20 octobre 1943 – 17 juillet 1944)
- Amiral Yorio Sawamoto (17 juillet 1944 – 1er mai 1945)
- Vice-Amiral Masao Kanazawa (1er mai 1945 – 30 novembre 1945)

### Chef d'État-major
- Contre-amiral Shizuo Sato (1er avril 1889 – 13 mai 1890)
- Amiral de la flotte Marquis Heihachiro Togo (13 mai 1890 – 14 décembre 1891)
- Contre-amiral Tokiyasu Yoshijima (14 décembre 1891 – 20 mai 1893)
- Contre-amiral Fukusaburo Hirao (20 mai 1893 – 11 mai 1895)
- Contre-amiral Katsumi Miyoshi (11 mai 1895 – 27 décembre 1897)
- Vice-Amiral Baron Masamichi Togo (27 décembre 1897 – 23 mars 1899)
- Capitaine Isamu Yajima (23 mars 1899 – 6 décembre 1900)
- Contre-amiral Hisamaro Oinoue (6 décembre 1900 – 3 février 1904)
- Vice-Amiral Baron Tokutaro Nakamizo (3 février 1904 – 10 mai 1905)
- Contre-amiral Ichiro Nijima (10 mai 1905 – 2 février 1906)
- Amiral Motaro Yoshimatsu (2 février 1906 – 22 novembre 1906)
- Contre-amiral Shinjiro Uehara (22 novembre 1906 – 27 décembre 1907)
- Contre-amiral Heitaro Takeuchi (27 décembre 1907 – 22 mai 1910)
- Amiral Matahichiro Nawa (22 mai 1910 – 20 avril 1912)
- Amiral Kaneo Nomaguchi (20 avril 1912 – 10 janvier 1913)
- Contre-amiral Kishichiro Osawa (10 janvier 1913 – 1er décembre 1913)
- Vice-Amiral Naoe Nakano (1er décembre 1913 – 17 avril 1914)
- Amiral Kenji Ide (17 avril 1914 – 13 décembre 1915)
- Vice-Amiral Shibakichi Yamanaka (13 décembre 1915 – 13 juillet 1917)
- Vice-Amiral Junichi Matsumura (18 juillet 1917 – 1er décembre 1918)
- Vice-Amiral Shichigoro Saito (1er décembre 1918 – 1er décembre 1920)
- Vice-Amiral Yoshimoto Masaki (1er décembre 1920 – 1er décembre 1922)
- Vice-Amiral Naomoto Komatsu (1er décembre 1922 – 6 novembre 1923)
- Vice-Amiral Naotaro Nagasawa (6 novembre 1923 – 1er décembre 1924)
- Rear-Amiral Bekinari Kabayama (1er décembre 1924 – 16 décembre 1924)
- Vice-Amiral Tokujiro Tateno (16 décembre 1924 – 1er décembre 1926)
- Vice-Amiral Kiyohiro Ijichi (1er décembre 1926 – 10 décembre 1928)
- Amiral Koshirō Oikawa (10 décembre 1928 – 10 juin 1930)
- Vice-Amiral Giichi Suzuki (10 juin 1930 – 1er décembre 1931)
- Vice-Amiral Choji Inoue (1er décembre 1931 – 15 novembre 1932)
- Vice-Amiral Tokutaro Sumiyama (15 novembre 1932 – 15 novembre 1934)
- Vice-Amiral Umataro Tanimoto (15 novembre 1934 – 15 novembre 1935)
- Vice-Amiral Masaichi Niimi (15 novembre 1935 – 1er avril 1936)
- Vice-Amiral Ichiro Sato (1er avril 1936 – 1er décembre 1936)
- Vice-Amiral Takamoto Togari (1er décembre 1936 – 15 décembre 1938)
- Vice-Amiral Toshihisa Nakamura 15 décembre 1938 – 10 octobre 1939)
- Vice-Amiral Matome Ugaki (10 octobre 1939 – 20 août 1941)
- Vice-Amiral Torahiko Nakajima (20 août 1941 – 6 janvier 1943)
- Vice-Amiral Kengo Kobayashi (6 janvier 1943 – 11 juin 1943)
- Vice-Amiral Shinzo Onishi (11 juin 1943 – 9 septembre 1944)
- Vice-Amiral Shozo Hashimoto (10 septembre 1944 – 15 octobre 1945)
- Contre-Amiral Tametsugu Okada (15 octobre 1945 – 30 novembre 1945)